# Ephedra przewalskii
Ephedra przewalskii es una especie de Ephedra que es nativa de Asia Central, Mongolia, Pakistan, y partes de China (Gansu, Mongolia Interior, Ningxia, Qinghai, y el Tibet).
Fue descripta originalmente por Otto Stapf en 1889 y ubicada en la sección Alatae, tribu Tropidolepides. En 1996 Robert A. Price left E. przewalskii in section Alatae pero sin reconocer una tribu.